# Sturm auf die eiserne Küste
Sturm auf die eiserne Küste (Originaltitel: Attack on the Iron Coast) ist ein US-amerikanisch-britischer Kriegsfilm des Regisseurs Paul Wendkos aus dem Jahr 1968. Das Drehbuch basiert auf einer Erzählung des Produzenten John C. Champion.

## Handlung
Während des Zweiten Weltkrieges will sich der kanadische Major Wilson die Erlaubnis einholen, den Ärmelkanal zu überqueren, um einen schwerbewachten deutschen Marinestützpunkt in Frankreich anzugreifen. Die Deutschen nennen den Abschnitt selber „eiserne Küste“. Wilsons Plan findet bei Captain Franklin keine Zustimmung, denn Franklins Sohn ist bei einem von Wilson befehligten Angriff getötet worden. Die britische Admiralität ist jedoch durch den Verlust an Schiffen besorgt und stimmt Wilsons Plan zu. Franklin soll bei den Vorbereitungen helfen.
Während des Trainings erleidet Lieutenant Commander Kimberley einen Unfall, bei dem er erblindet. Wilson, der von Franklins Aktionen immer wieder gestört wird, will zuerst die Mission abbrechen, doch Kimberley kann ihn davon überzeugen, dass der Angriff stattfinden muss. Als die Truppen schon unterwegs zum Angriff sind, erfährt Wilson, dass die Luftunterstützung ausfallen wird, denn die dafür vorgesehenen Maschinen sind bei Luftkämpfen abgeschossen worden. Wilson soll nach England zurückkehren. Doch er missachtet den Befehl und macht, mit Franklins Unterstützung, weiter.
Die Kampfeinheiten steigen an Bord eines beschädigten britischen Minensuchers, der mit Sprengstoff beladen ist. Sie überqueren den Kanal und lassen das Boot mit dem Kai kollidieren, an dem sich das Hauptquartier der Deutschen befindet. Wilson ist so schwer verwundet, dass er nicht mit seinen Leuten an Land gehen kann, um weitere Ziele zu bekämpfen. Er opfert sich und bringt den Minensucher zur Explosion.

## Kritiken
Das Lexikon des internationalen Films beschrieb den Film als „konventionellen Kriegsfilm mit unterschwelliger Heroisierung kriegerischer Taten und einem pathetischen Finale“.
Howard Thompson von der New York Times bezeichnete den Film als Import mit altbewährter Kernaussage in brillanten Farben. Bridges sei ein guter Schauspieler, der eine schneidige Vorstellung abliefere, die den Ton und den Schwung des Filmes leite, bis zu einem knalligen Finale trage, das von Regisseur Wendkos exzellent geführt werde.

## Hintergrund
Die Uraufführung fand am 5. Juni 1968 in New York statt. In Deutschland erschien der Film eine Woche später.
Filmmaterial und Musikstücke wurden aus früheren Produktionen übernommen. So sind verschiedene Szenen der Luftangriffe aus dem Film Mai 1943 – Die Zerstörung der Talsperren (1954) von Michael Anderson entnommen. Ein Teil der Filmmusik stammte aus dem Film Kampfgeschwader 633 (1964) von Walter Grauman und wurde von Ron Goodwin komponiert.
Als historische Grundlage des Films diente die Operation Chariot im März 1942. Bei dieser Mission griffen britische Einheiten den von den Deutschen besetzten Hafen von Saint-Nazaire an.